# Nathan Cavaleri
Nathan Cavaleri (Sydney, 18 de junho de 1982) é um cantor, guitarrista e ex-ator infantil australiano. Ele lançou dois álbuns como artista solo, Jammin 'with the Cats (1993) e Nathan (1994). Ele tem sido um membro de vários grupos musicais, como Dirty Skanks (2003-10) e Nat Col and the Kings (2010-presente). Aos seis anos, Cavaleri foi diagnosticado com leucemia e está em remissão desde os 13 anos de idade . Como ator, participou dos filmes Camp Nowhere (1994) e estrelou Paws (1997).